# Liste des préfets de La Réunion
Le préfet de La Réunion est le préfet du département d'outre-mer français de La Réunion, dans l'océan Indien.

## Titulaires
La liste ci-dessous est complète à la date du 1er janvier 2007 et demande à être complétée à chaque changement de préfet. Les dates indiquées sont les dates de prise de fonction et de départ, permettant de connaître la période de présence à La Réunion. Ces dates peuvent être différentes des dates de nomination figurant dans les arrêtés de nomination et qui sont toujours antérieures à la date de prise de fonction.

### Avant la départementalisation
| Période      | Période  | Identité                    | Fonction précédente | Observation                             |
| ------------ | -------- | --------------------------- | ------------------- | --------------------------------------- |
| octobre 1848 | mai 1850 | Sarda Garriga (°1808-†1877) |                     | met en œuvre l’abolition de l’esclavage |

### Préfets et commissaires de la République du Gouvernement provisoire de la République française et de la Quatrième République (1944-1958)
| Période       | Période        | Identité                           | Fonction précédente | Observation |
| ------------- | -------------- | ---------------------------------- | ------------------- | ----------- |
| 16 août 1947  | 1er juin 1950  | Paul Demange (°1906-†1970)         |                     |             |
| 1er juin 1950 | 4 juillet 1952 | Roland Luc Béchoff (°1906-†2006)   |                     |             |
| 1952          | 1956           | Pierre Philip (°1893-†1961)        |                     |             |
| 1956          | 1963           | Jean Perreau-Pradier (°1911-†1981) |                     |             |

### Préfets de la Cinquième République (depuis 1958)
| Période           | Période            | Identité                                                      | Fonction précédente                                                    | Observation |
| ----------------- | ------------------ | ------------------------------------------------------------- | ---------------------------------------------------------------------- | --- |
| 1er mars 1963     | 1er septembre 1966 | Alfred Diefenbacher (°1915-†2015)                             |                                                                        | |
| 11 septembre 1966 | 22 octobre 1969    | Jean Vaudeville (°1921-†1993)                                 |                                                                        | |
| 29 octobre 1969   | 21 août 1972       | Paul Cousseran (°1922-†2000)                                  |                                                                        | |
| 28 août 1972      | 14 avril 1975      | Claude Vieillecazes (°1923-†1995)                             |                                                                        | |
| 14 avril 1975     | 12 mai 1977        | Robert Lamy (°1925-†?)                                        |                                                                        | |
| 16 mai 1977       | 22 mai 1980        | Bernard Landouzy (°1933-†?)                                   |                                                                        | |
| 29 mai 1980       | 1er août 1981      | Jacques Seval (°1930-†?)                                      |                                                                        | |
| 1er août 1981     | 25 mars 1984       | Michel Francis Levallois (°1934-†2018)                        |                                                                        | |
| 26 mars 1984      | 9 avril 1986       | Michel Blangy (°1939-†?)                                      |                                                                        | |
| 25 avril 1986     | 11 septembre 1989  | Jean Anciaux (°1930-†?)                                       |                                                                        | Nommé préfet de Maine-et-Loire                                                                                    |
| 11 septembre 1989 | 18 juillet 1991    | Daniel Constantin (°1940-†?)                                  | préfet de la Drôme                                                     | Nommé préfet de la Sarthe                                                                                         |
| 18 juillet 1991   | décembre 1992      | Jacques Dewatre (°1936-†2021)                                 | préfet de Saône-et-Loire                                               | Nommé préfet des Yvelines                                                                                         |
| 2 décembre 1992   | 2 janvier 1995     | Hubert Fournier (°1948-†?)                                    |                                                                        | |
| janvier 1995      | novembre 1995      | Pierre Steinmetz (°1943-†?)                                   | préfet de la Haute-Savoie                                              | Nommé directeur de cabinet du ministre de la Fonction publique, de la Réforme de l'État et de la Décentralisation |
| 29 novembre 1995  | 15 juillet 1998    | Robert Pommies (°1941-†?)                                     |                                                                        | |
| 5 août 1998       | 2 juillet 2001     | Jean Daubigny (°1948-†2024)                                   | Délégué interministériel à la ville et au développement social urbain  | Nommé préfet de la Marne                                                                                          |
| 31 juillet 2001   | 13 août 2004       | Gonthier Friederici (°1945-†?)                                |                                                                        | Nommé préfet du Finistère                                                                                         |
| 16 août 2004      | 4 juin 2005        | Dominique Vian (°1944-†?)                                     | préfet de la Guadeloupe                                                | nommé directeur de cabinet du ministre de l'Outre-Mer                                                             |
| 16 juillet 2005   | 22 août 2006       | Laurent Cayrel (°1950-†?)                                     | Directeur des stages à l'ENA                                           | Nommé préfet du Morbihan                                                                                          |
| 28 août 2006      | 20 janvier 2010    | Pierre-Henry Maccioni (en) (°1948-†?)                         | préfet des Côtes-d'Armor                                               | Né à La Réunion, nommé Préfet du Val-d’Oise                                                                       |
| 20 janvier 2010   | 27 août 2012       | Michel Lalande (°1955-†?)                                     | préfet de Saône-et-Loire                                               | Nommé préfet du Calvados, préfet de la région Basse-Normandie                                                     |
| 27 août 2012      | 30 juillet 2014    | Jean-Luc Marx (°1954-†?)                                      | Préfet de l'Allier                                                     | Nommé préfet de Seine-et-Marne                                                                                    |
| 31 juillet 2014   | 21 mai 2017        | Dominique Sorain (° 1955-†?)                                  | préfet de l'Eure                                                       | nommé directeur de cabinet du ministre des Outre-Mer                                                              |
| 28 juin 2017      | 17 juin 2019       | Amaury de Saint-Quentin né le (°1960-†?) à Sydney (Australie) | préfet de Guadeloupe                                                   | Nommé Préfet du Val-d’Oise                                                                                        |
| 20 juin 2019      | 10 août 2022       | Jacques Billant (°1960-†?)                                    | Directeur de cabinet du ministre de l'Agriculture et de l'Alimentation | Nommé Préfet du Pas-de-Calais                                                                                     |
| 23 août 2022      | 10 octobre 2024    | Jérôme Filippini (d) (°1968-)                                 | Préfet de l'Eure                                                       | Nommé Préfet de Corse comme l'un de ses prédécesseurs, Amaury de Saint-Quentin                                    |
| 31 octobre 2024   | En cours           | Patrice Latron                                                | préfet d'Indre-et-Loire                                                | |